# Utropssats
Utropssats, eller exklamativ sats, är, vid sidan av påståendesats, frågesats och önskesats en satsyp definierad på basis av talarens attityd eller vilja.
Utropssatser karaktäriseras av en speciell intonation. De innehåller dessutom ofta interjektioner. Som skiljetecken används utropstecken. I svenska inleds en utropssats ofta av en interjektion, följd av ett pronominellt ord (vad, så, vilken, en sådan), till exempel Å, vad vacker du är! I engelska används i stället how, till exempel How nice! I äldre svenska (och sirlig nutidssvenska) är utropssatsen negerad: Huru lycklig blev jag icke då!